# Vladimir le grand et Vladimir le petit
Vladimir le grand et Vladimir le petit  (en russe : Volodia bolchoï i volodia malenkii) est une brève nouvelle d’Anton Tchekhov, parue en 1893.

## Historique
Vladimir le grand et Vladimir le petit est initialement publié dans la revue Les Nouvelles russes, numéro 357, du 28 décembre 1893. Aussi traduit en français sous le titre Volodia le grand et Volodia le petit. 

## Résumé
Vingt-quatre heures dans la vie de Sofia Lovna. Mariée deux mois plus tôt avec le colonel Vladimir Nikitytch Iaguitch – dit Vladimir le grand, de 31 ans son aîné - par dépit de ne pouvoir le faire avec son amour d’enfance, Vladimir Mikhaïlytch – dit Vladimir le petit, médecin militaire dans le régiment de son mari.
Sofia Lovna essaie de se persuader qu’elle a bien fait, qu’elle a maintenant de l’argent...
De retour d’un repas bien arrosé avec les deux Vladimir, elle s’arrête dans un couvent où sa tante Olia s’est réfugiée après son mariage avec Vladimir le grand. Cette entrevue dégrise Sofia. Elle rentre, abattue. 
Le lendemain, Vladimir le petit lui rend visite, et elle devient sa maîtresse.
Une semaine après, il l’a abandonnée. Elle comprend que sa vie s'annonce triste.

## Les personnages
- Sofia Lovna : 23 ans, amoureuse de Vladimir le petit.
- Vladimir Nikitytch Iaguitch : 54 ans, Vladimir le grand, mari de Sofia, colonel de l’armée.
- Vladimir Mikhaïlytch : 30 ans, Vladimir le petit, médecin militaire.
- Olia : tante de Sofia, ancienne femme de Vladimir le grand.

## Édition française
- Vladimir le grand et Vladimir le petit, traduit par Édouard Parayre, révision de Lily Dennis, éditions Gallimard, Bibliothèque de la Pléiade, Paris, 1971  (ISBN 2 07 0106 28 4).